# ヴェロパーク
リー・バレー・ヴェロパーク (Lee Valley Velopark) は、ロンドン東部のウォルサム・フォレスト特別区レイトンに所在する自転車競技施設。2012年ロンドンオリンピックおよびパラリンピックの自転車競技で使用される。1マイル (1.6km) のロードレース用コースとマウンテンバイクレース用トラックの他に、トラックレース用およびBMXレース用のトラックを備える。ちょうどイーストウェイ・サイクル・サーキットに取って代わる形となる。建設費は1億500万ポンドで、2009年から2011年の間に建設され、6000人の観客を収容可能である。竣工後に初めて催された公式競技イベントは、2011年に開催されたUCI BMXスーパークロス・ワールドカップ（2011 UCI BMX Supercross World Cup）のロンドン・ラウンドだった。

## 自転車競技場
設計はホプキンス・アーキテクツが担当した。当時の試算では建設費は1億500万ポンドと見積もられた。2009年に建設が始まり、2011年2月に当該競技場部分が竣工した。この自転車競技場はオリンピック・パーク内で最も早く完成した施設である。屋根部分は自転車走行の幾何学を反映して軽量かつ自転車にとって効果的に設計されている。オリンピック・パークの全景を見渡せる窓を配置した360度のコンコースがある階も用意された。天窓からの自然光を効果的に取り入れたり、自然に換気されたりするような設計により、人工的な光や空調の必要性を抑えているほか、水の使用を節減するために雨水の貯蓄も実施しており、高いエネルギー効率を実現している。シドニーとアテネの両オリンピックで自転車競技場のトラックの設計を担当したロン・ウェッブが当競技場のトラックの設計と導入の責任者となった。250メートルのトラックは総延長56kmのシベリアマツと350,000本の釘で製作された。
こけら落としイベントで、地元英国の自転車競技選手であるクリス・ホイとヴィクトリア・ペンドルトンの試走を以て、公式にオープンした。競技場はその特徴的な形状から、俗に"The Pringle (ザ・プリングル)"とも呼ばれる。2011年のRIBAスターリング賞の最終候補リストに載り、同年の英国構造技術者協会による構造賞 (Structural Awards) の構造工学部門において最高賞を受賞した。完成した競技場は、2012年2月に開催されたUCIトラックワールドカップクラシックスで初めて使用された。また、2012年のパラリンピックでも使用。
2022年にバーミンガムで開催予定のコモンウェルスゲームズでは自転車競技の実施が予定されている。

## BMXトラック

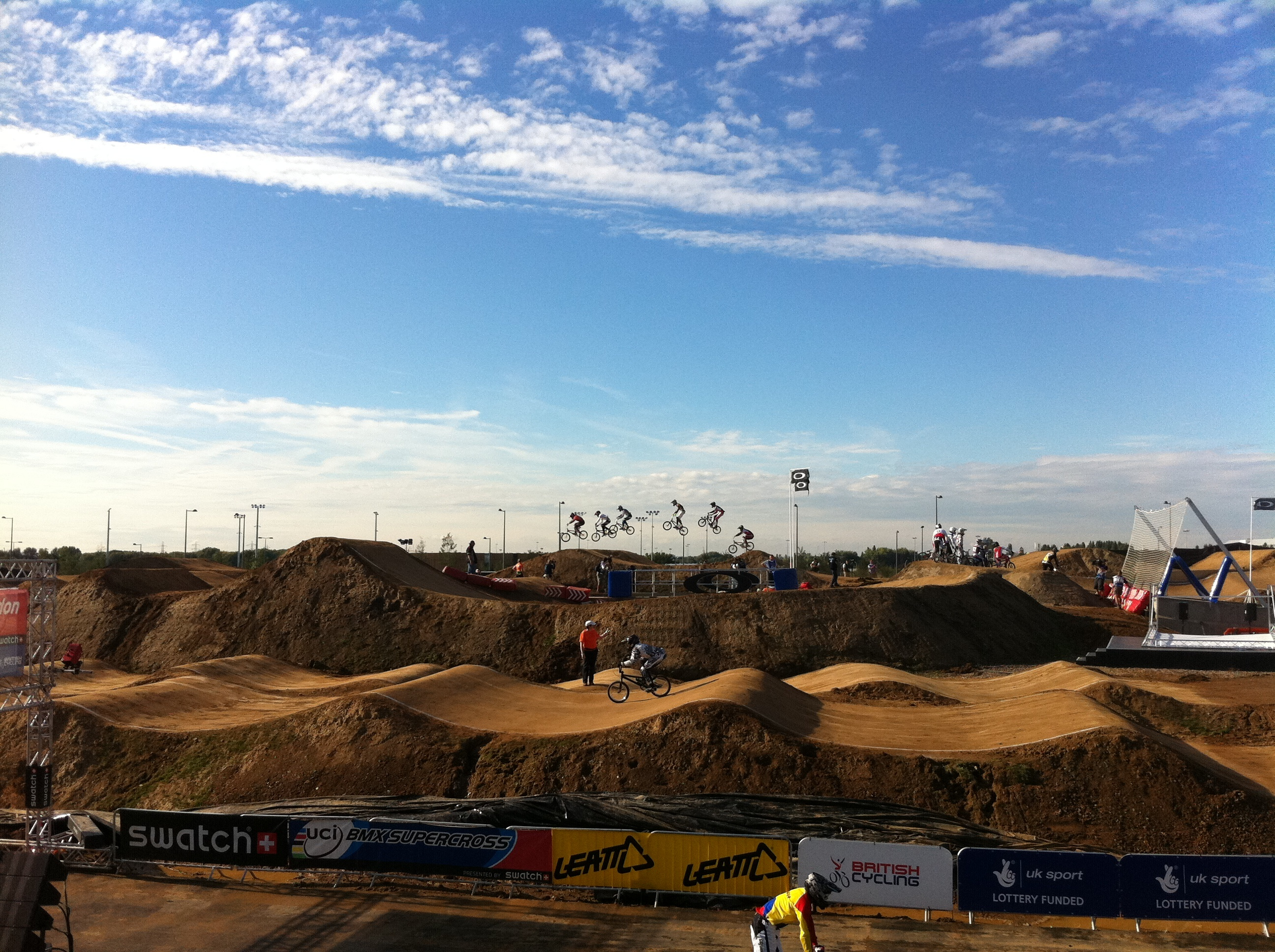
ロンドン準備シリーズ（五輪前のテストイベント）期間中のBMXトラック

屋外のBMXレース用トラックも6,000人の観客収容人数を誇る。建設作業は2011年3月に始まった。五輪閉幕後には完全な設備に改修するため、座席が撤去され、トラックが再構成される見込みである。竣工後の初めての競技会はオリンピック開催前の準備シリーズに位置づけられる2011年のUCIスーパークロスBMXワールドカップシリーズ・ロンドンラウンドだった男子用のトラックは全長470メートル、女子用は430メートルである。8メートルの高さのスタート台など、スポーツの境界を押し広げることを目的としてUCI (国際自転車競技連合) により設計されている。14,000立方メートルの土砂がトラックの造成に使用された。スーパークロス・ワールドカップの後、シャネーズ・リードがトラックの変更を求めた。リードは風向き・風力が変わった場合、現状のトラックでは限界があると述べた。サラ・ウォーカーはこのリードの要求に同調し、強風の日には走行に難のあるコースである旨を繰り返し述べた。